# Wybory prezydenckie w Timorze Wschodnim w 2007 roku

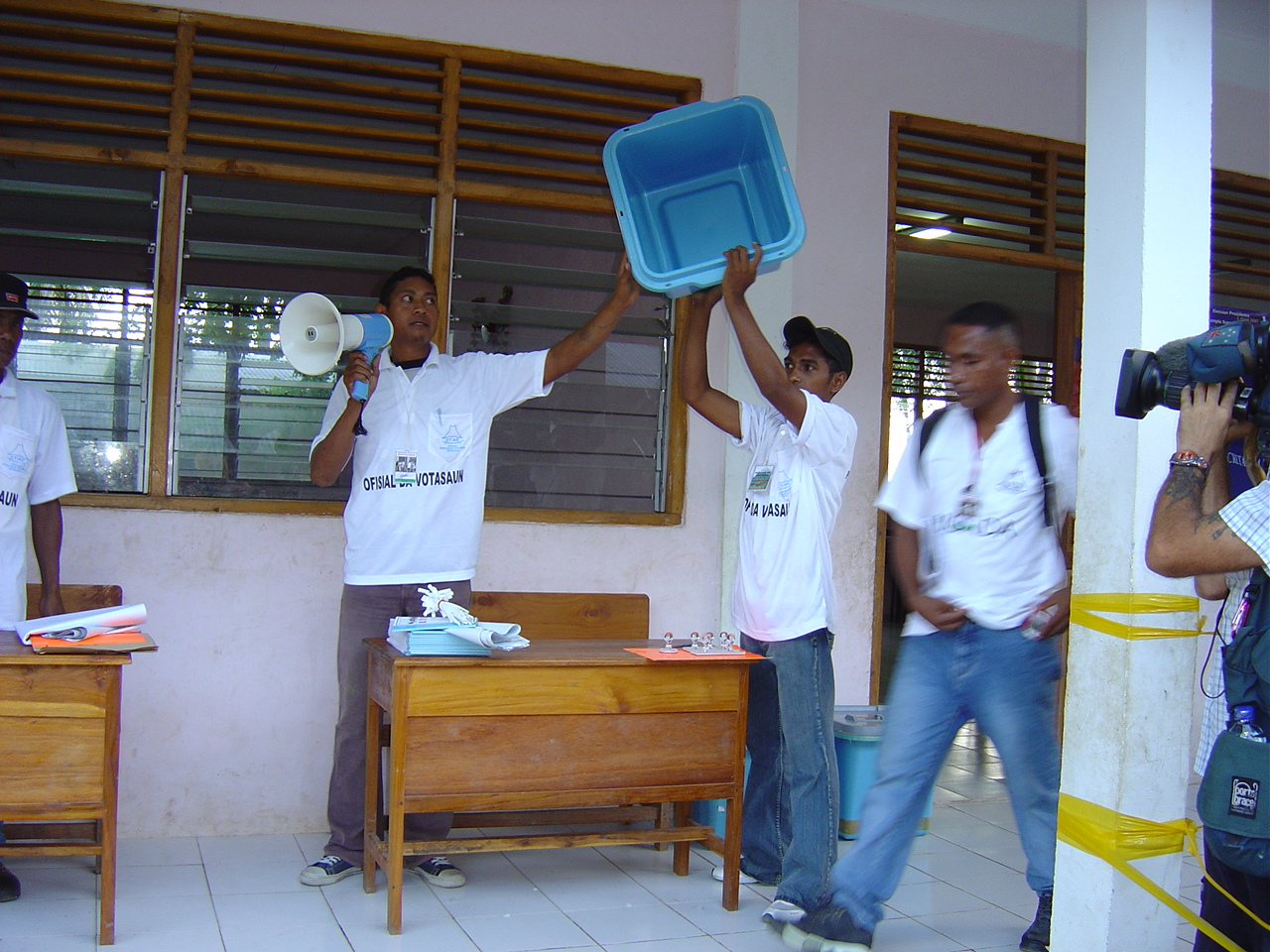
Wybory prezydenckie w Timorze Wschodnim w 2007 roku

Wybory prezydenckie w Timorze Wschodnim w 2007 roku odbyły się 9 maja. Kandydaci ubiegali się o urząd prezydenta na pięcioletnią kadencję. Do drugiej tury przeszło dwóch kandydatów –José Ramos Horta (21,81%) oraz Francisco Guterres z FRETILIN (27,89%). Ostatecznie zwyciężył ten pierwszy, laureat Pokojowej Nagrody Nobla. W drugiej turze uzyskał 69,18% wszystkich głosów, co pozwoliło mu pokonać swojego rywala, ówczesnego przewodniczącego parlamentu (30,82%).

## Wyniki wyborów
| Kandydat                   | Ugrupowanie                                           | Poparcie | Poparcie procentowe |
| -------------------------- | ----------------------------------------------------- | -------- | ------------------- |
| Francisco Guterres         | FRETILIN                                              | 112 666  | 27,89%              |
| José Ramos-Horta           | Kandydat niezależny                                   | 88 102   | 21,81%              |
| Fernando de Araujo         | Partia Demokratyczna                                  | 77 459   | 19,18%              |
| Francisco Xavier do Amaral | Socjaldemokratyczne Stowarzyszenie Timoru Wschodniego | 58 125   | 14,39%              |
| Lúcia Lobato               | Partia Socjaldemokratyczna                            | 35 789   | 8,86%               |
| Manuel Tilman              | Klibur Oan Timor Asuwain                              | 16 539   | 4,09%               |
| Avelino Coelho da Silva    | Socjalistyczna Partia Timoru Wschodniego              | 8 338    | 2,06%               |
| João Viegas Carrascalão    | Timorska Unia Demokratyczna                           | 6 928    | 1,72%               |

| Kandydat           | Ugrupowanie         | Poparcie | Poparcie procentowe |
| ------------------ | ------------------- | -------- | ------------------- |
| José Ramos-Horta   | Kandydat niezależny | 285 835  | 69,18%              |
| Francisco Guterres | FRETILIN            | 127 342  | 30,82%              |